# Eerste klasse 1967-68 (voetbal België)
Het seizoen 1967/68 van de Belgische Eerste Klasse ging van start in de zomer van 1967 en eindigde in de lente van 1968. De competitie telde 16 clubs. RSC Anderlechtois werd landskampioen. Anderlecht werd voor de vijfde maal op rij landskampioen, iets wat geen enkele Belgische club ooit had voorgedaan.

## Gepromoveerde teams
Deze teams waren gepromoveerd uit de Tweede Klasse voor de start van het seizoen:
- SK Beveren-Waas (kampioen in Tweede)
- OC de Charleroi (tweede in Tweede)

## Degraderende teams
Deze teams degradeerden naar Tweede Klasse op het eind van het seizoen:
- Antwerp FC
- OC de Charleroi

## Titelstrijd
RSC Anderlechtois werd kampioen met één puntje voorsprong op RFC Brugeois.

## Europese strijd
Standard was als landskampioen geplaatst voor de Europacup voor Landskampioenen van het volgend seizoen. Club Brugge plaatste zich als bekerwinnaar voor de Europese Beker voor Bekerwinnaars. Beerschot VAV, Standard Luik, Daring Club de Bruxelles en KSV Waregem zouden volgend seizoen deelnemen aan de Beker der Jaarbeurssteden.

## Degradatiestrijd
OC de Charleroi en Antwerp FC kwamen beide slechts enkele punten tekort om zich te redden, en degradeerden.

## Eindstand
|         |    |                             | P  | W  | G | V  | +  | -  | DS  | Ptn |
| ------- | -- | --------------------------- | -- | -- | - | -- | -- | -- | --- | --- |
| K       | 1  | RSC Anderlechtois           | 30 | 20 | 6 | 4  | 67 | 24 | 43  | 46  |
| (beker) | 2  | RFC Brugeois                | 30 | 19 | 7 | 4  | 63 | 21 | 42  | 45  |
|         | 3  | R. Standard Club Liégeois   | 30 | 16 | 8 | 6  | 53 | 31 | 22  | 40  |
|         | 4  | KSV Waregem                 | 30 | 14 | 8 | 8  | 42 | 35 | 7   | 36  |
|         | 5  | K. Sint-Truidense VV        | 30 | 14 | 6 | 10 | 52 | 38 | 14  | 34  |
|         | 6  | R. Beerschot AC             | 30 | 11 | 7 | 12 | 42 | 38 | 4   | 29  |
|         | 7  | K. Lierse SK                | 30 | 12 | 3 | 15 | 50 | 66 | -16 | 27  |
|         | 8  | R. Charleroi SC             | 30 | 11 | 5 | 14 | 33 | 39 | -6  | 27  |
|         | 9  | R. Daring Club de Bruxelles | 30 | 11 | 5 | 14 | 39 | 54 | -15 | 27  |
|         | 10 | RFC Liégeois                | 30 | 10 | 7 | 13 | 32 | 41 | -9  | 27  |
|         | 11 | R. Racing White             | 30 | 9  | 9 | 12 | 41 | 44 | -3  | 27  |
|         | 12 | K. Beeringen FC             | 30 | 11 | 4 | 15 | 42 | 50 | -8  | 26  |
|         | 13 | SK Beveren-Waas             | 30 | 9  | 7 | 14 | 30 | 42 | -12 | 25  |
|         | 14 | KFC Malinois                | 30 | 9  | 5 | 16 | 32 | 41 | -9  | 23  |
| D       | 15 | R. Antwerp FC               | 30 | 6  | 9 | 15 | 23 | 42 | -19 | 21  |
| D       | 16 | R. OC de Charleroi          | 30 | 8  | 4 | 18 | 29 | 54 | -25 | 20  |

P: wedstrijden gespeeld, W: wedstrijden gewonnen, G: gelijke spelen, V: wedstrijden verloren, +: gescoorde doelpunten, -: doelpunten tegen, DS: doelsaldo, Ptn: totaal punten
K: kampioen, D: degradeert, (beker): bekerwinnaar

## Topscorers
Roger Claessen van Standard CL en Paul Van Himst van landskampioen RSC Anderlechtois werden gedeeld topschutter met 20 doelpunten.
1895/96 · 1896/97 · 1897/98 · 1898/99 · 1899/00 · 1900/01 · 1901/02 · 1902/03 · 1903/04 · 1904/05 · 1905/06 · 1906/07 · 1907/08 · 1908/09 · 1909/10 · 1910/11 · 1911/12 · 1912/13 · 1913/14 · 1914/15 · 1915/16 · 1916/17 · 1917/18 · 1918/19 · 
1919/20 · 1920/21 · 1921/22 · 1922/23 · 1923/24 · 1924/25 · 1925/26 · 1926/27 · 1927/28 · 1928/29 · 1929/30 · 1930/31 · 1931/32 · 1932/33 · 1933/34 · 1934/35 · 1935/36 · 1936/37 · 1937/38 · 1938/39 · 1939/40 · 1940/41 · 1941/42 · 1942/43 · 1943/44 · 1944/45 · 1945/46 · 1946/47 · 1947/48 · 1948/49 · 1949/50 · 1950/51 · 1951/52 · 1952/53 · 1953/54 · 1954/55 · 1955/56 · 1956/57 · 1957/58 · 1958/59 · 1959/60 · 1960/61 · 1961/62 · 1962/63 · 1963/64 · 1964/65 · 1965/66 · 1966/67 · 1967/68 · 1968/69 · 1969/70 · 1970/71 · 1971/72 · 1972/73 · 1973/74 · 1974/75 · 1975/76 · 1976/77 · 1977/78 · 1978/79 · 1979/80 · 1980/81 · 1981/82 · 1982/83 · 1983/84 · 1984/85 · 1985/86 · 1986/87 · 1987/88 · 1988/89 · 1989/90 · 1990/91 · 1991/92 · 1992/93 · 1993/94 · 1994/95 · 1995/96 · 1996/97 · 1997/98 · 1998/99 · 1999/00 · 2000/01 · 2001/02 · 2002/03 · 2003/04 · 2004/05 · 2005/06 · 2006/07 · 2007/08 · 2008/09 · 2009/10 · 2010/11 · 2011/12 · 2012/13 · 2013/14 · 2014/15 · 2015/16 · 2016/17 · 2017/18 · 2018/19 · 2019/20 · 2020/21· 2021/22 · 2022/23 · 2023/24 · 2024/25